# Peter-und-Paul-Kirche (Nysa)

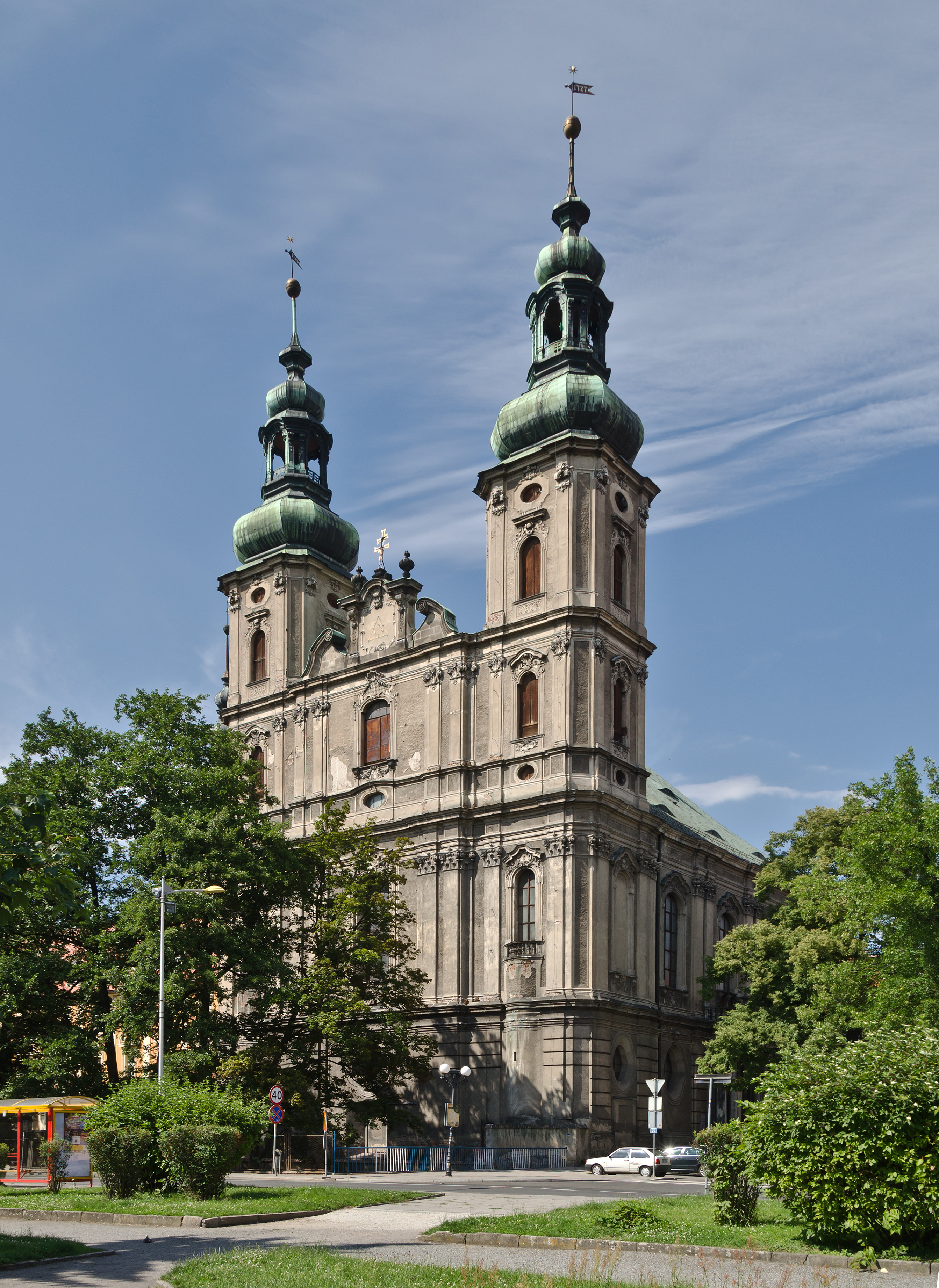
Peter-und-Paul-Kirche (2014)

Die Kirche St. Peter und Paul (polnisch Kościół Świętych Apostołów Piotra i Pawła, bis 1930 Kreuzherrenkirche, 1930–1945 Kuratialkirche) ist eine römisch-katholische Kirche in der schlesischen Stadt Nysa (deutsch Neisse). Das Gotteshaus steht in der südlichen Altstadt an der ul. Bracka (bis 1945 Brüderstraße). Die Kirche ist die Hauptkirche der Pfarrei St. Peter und Paul (Parafia św. Apostołów Piotra i Pawła) in Nysa.

## Geschichte

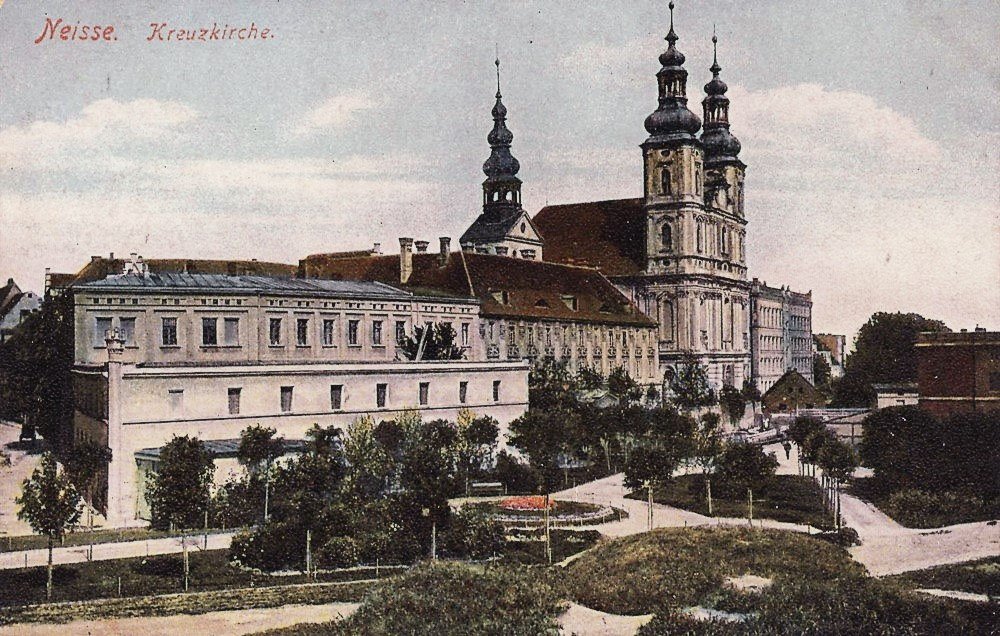
Ansicht der Kirche mit Kloster um 1910

Die Stiftskirche St. Peter und Paul wurde zwischen 1720 und 1727 durch den Ritterorden vom Heiligen Grab zu Jerusalem im barocken Stil an der ehemaligen Stadtmauer errichtet. Zuvor bestand an gleicher Stelle bereits ein Kirchenbau von 1622, welcher abgerissen wurde. Die Bauleitung oblag dem Hofbaumeister Michael Klein aus Ungarn († 1725 in Neisse). Nach dessen Tod wurde sie von dem aus Schweidnitz stammenden Hofbaumeister Felix Anton Hammerschmidt († 1762 in Neisse) vollendet. 1730 wurde das Gebäude geweiht. Das angrenzende Klostergebäude des Klosters St. Peter und Paul wurde bereits in den Jahren 1708 bis 1713 erbaut.
Die Kirche wurde in den Jahren 1834–1835 und 1929–1930 renoviert. Die Kampfhandlungen Ende des Zweiten Weltkriegs überstand das Gebäude weitestgehend unbeschadet. Lediglich die Kirchenfenster wurden zerstört. Seit 1964 steht das Kirchengebäude unter Denkmalschutz. Seit 1999 ist die Kirche die Hauptkirche der gleichnamigen Pfarrei in Nysa.

## Architektur

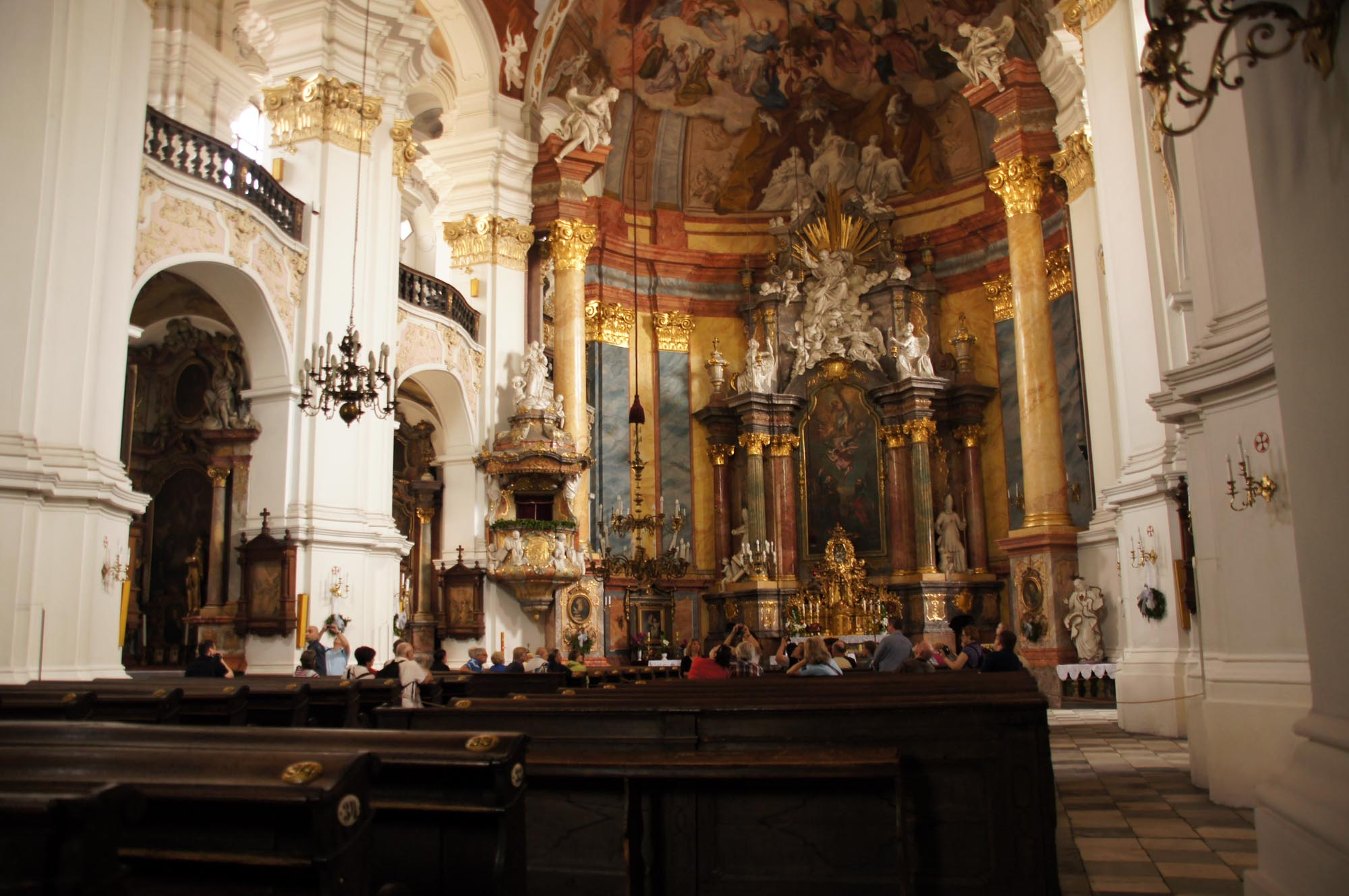
Innenraum mit barocken Hauptaltar

Die Emporen-Hallenkirche ist ein Bauwerk im Stil des Barock. Als Vorbild diente die St. Nikolaus auf der Prager Kleinseite. Geprägt ist der Kirchenbau durch seine Doppelturmfassade, deren Türme mit kupferbedeckten Zwiebelhauben bestückt sind. Der balkonüberdachte Haupteingang befindet sich an der Westseite des Gebäudes an der ul. Bracka. Im Innenraum befinden sich zahlreiche Kapellen. Die Kirchenhalle besitzt belichtete Emporen mit gebauchten Brüstungen. Darüber befinden sich schräge Pfeiler mit einer Pilasterauflage. Im Chor befindet sich ein Spiegelgewölbe. Die prächtigen Deckengemälde der Halbkuppel schufen die Brüder Christoph Thomas und Felix Anton Scheffler.
Der Hochaltar aus vergoldetem Lindenholz enthält ein Gemälde der Kirchenpatrone Peter und Paul von Christian Philipp Bentum, der auch das kleine Gemälde Muttergottes mit Kind für den Rokoko-Tabernakel schuf. An der Kanzel befindet sich ein Relief mit der Rückkehr des Verlorenen Sohnes. Im Kirchenschiff befinden sich sieben Gemälde mit Szenen aus dem Leben der Apostel Peter und Paul. Geschaffen wurden diese von Johann Melchior Brandeis zwischen 1764 und 1765. Die Orgel wurde 1766 geschaffen. In der nördlichen Turmkapelle befindet sich eine Nachbildung des Heiligen Grabes.